# Оkean Varadero El Patrijarka
Okean Varadero El Patrijarka (špan. Ocean Varadero El Patriarca) je hotel, odmaralište sa pet zvezdica, koji se nalazi na Kubi na poluostrvu Hikakos, uz peščanu plažu okruženu prostranim vrtovima u kojima raste bogata tropska vegetacija i legendarni kaktus El Patrijarka star više od 500 godina. 
Hotel poseduje 420 ekskluzivnih soba razmeštenih u pedesetak paviljona, kao i širok spektar pratećih objekata uključujući tematske restorane, spa centar, teinski klub i druge sportske terene, bazen, lobi sa brojnim sadržajima okružen većim brojem restorana, barova, klubova, pozornicom i drugim pratećim objektima.

## Položaj
Hotel se nalazi u severnom delu Kube u pokrajini Matanzas, na obali Atlanskog okean u prirodnom rezervatu Varahicacos, na 18,5 km autoputa Sur, koji se pruža celom dužinom poluostrva Hikakos. 
Udaljen je 2 km od Marina Gaviota, 34 km od aerodroma Varadero, 140 km od aerodroma Havana, 12 km od centra mesta Varadero i 42 km od grada Matanzas.
Geografski položaj
- Zapadna geografska širina: 81° 08′ 56"
- Severna geografska dužina: 23° 11′ 58"
- Nadmorska visina: 2 m

## Arhitektura
Hotel je depandanskog tipa sa lobijem na ulazu u hotelski kompleks okružen dobro održavanim vrtom sa tropskom egzotičnom niskom i visokom vegetacijom sa oko 19 vrsta palmi i kaktusima među kojima je najstariji primerak star preko 500 godina.  Duž južne strane hotelskog kompleksa je peščana plaža široka oko 50 m i dugačka oko 500 m.
Depandansi sa 420 soba su jednospratne građevine obložene drvetom i prepokrivene šindrom. U sobe se  direkto ulazi iz dvorišta (u prizemlju) ili sa pokrivene terase na spratu. 
- Simbol hotela: El Patrijarka kaktusi stari i do 500 godina
- Jedan od depandanasa
- Bazen hotela

### Smeštaj
Hotel raspolaže sa 420 soba koje su prema opremljenosti razvrstane u tri kategorije:
Deluks sobe
Ove sobe su prostrane, sa balkonom ili terasom, dva bračna kreveta, plazma TV sa međunarodnim kanalima, klima uređajem, kafe mašinom, minibarom, sefom, peglom i daskom za peglanje, telefonom, sofom, velikim kupatilom sa kadom, tušem i fenom za kosu. U njima se mogu smestiti do 2 odrasle osobe i dvoje dece.
Privilež deluks sobe
Ovo su ekskluzivne sobe koje imaju sve pogodnosti kao i deluks sobe, ali su dodatno opremljene VIP sadržajima. Maksimalan smeštajni kapacitet: 3 odrasle osobe.
Privilež apartmani
Čine ih sofisticirani i prostrani, apartmani, sa krevetima za jednu osobu i odvojenim salonom sa kaučem na razvlačenje, plazma TV-om i kupatilom za goste. Oni uključuju sve usluge privilež deluks soba i mogu da prime do 3 odrasle osobe.
- Deluks soba sa kafematom, minibarom i led TV
- Deluks soba sa ležajevima za 2 odrasle osobe i dvoje dece

Prateći sadržaji
U sastavu hotela od pratećih sadržaja gostima su na raspolaganju:
- 2 bazena (od toga 1 ekskluzivno za goste Privilež soba i 1 dečiji bazen)
- Bežični internet u predvorju (lobiju) i Privilež zonama (uz doplatu)
- Internet kutak (uz doplatu)
- 2 teniska terena i 1 višenamenski sportski teren
- Deo plaže za motorizovane vođene sportovi
- Pozorište i disko
- Parking za automobile i autobuse
- Spa centar sa pratećim sadržajima
- Kiosi za prodaju suvenira

- Hotelska plaža
- Animatori na hotelskoj plaži

## Spoljašnje veze
- Оkean Varadero El Patrijarka - veb stranica hotela (језик: енглески)
- Península (Cárdenas) (језик: шпански)